# Calixto de San José Túpac Inca
Fray Calixto de San José Túpac Inca (Tarma, Perú, 1710-Adamuz, España, 14 de septiembre de 1782) fue un religioso mestizo, perteneciente a la Orden de San Francisco. Hacia 1748 redactó un memorial elevado al rey de España, conocido como la “Exclamación Reivindicacionista”, donde denunciaba los abusos que sufrían los indios a manos de las autoridades españolas y reclamaba una serie de reformas para mejorar el gobierno virreinal. En 1750 viajó a España y entregó personalmente dicho memorial al rey Fernando VI. En vano esperó durante tres años una respuesta y decidió entonces retornar al Perú. Allí, el gobierno virreinal lo acusó de incitar a los indígenas a la rebelión, por lo que fue remitido a España, siendo encerrado en un convento, donde terminó sus días. Se le considera como el primer precursor reformista del Perú y de la América hispana.  

## Biografía
Fray Calixto de San José Túpac Inca nació en Tarma en 1710, hijo del matrimonio de Pedro Montes y Dominga Estefania Túpac Inca. Tuvo un origen mestizo, ya que por línea materna descendía del Sapa Inca Túpac Yupanqui. En 1727 tomó el hábito de donado de la Orden de San Francisco. Acompañó al comisario general, Fray José Gil Muñoz, en su viaje a Guatemala. De retornó al Perú, pasó a la provincia de San Antonio de los Charcas. En 1744 viajó por primera vez a España, acompañando nuevamente al padre Gil. Volvió al Perú, donde se dedicó a la tarea evangelizadora. Su gran inteligencia y su dominio de las lenguas nativas facilitaron su labor, identificándose con los indios, quienes sufrían entonces los abusos de las autoridades españolas, sobre todo de parte de los corregidores. 
Luego de las fiestas de coronación del rey de España Fernando VI (1746), Fray Calixto, a pedido de los indios, redactó un memorial destinado al monarca español, donde denunciaba las injusticias que sufrían los indígenas. Este documento es conocido como la Exclamación Reivindicacionista, cuyo título completo es el siguiente:

Representación Verdadera y Exclamación Rendida y Lamentable que toda la Nación Indiana Hace a la Majestad del Señor Rey de las Españas y Emperador de las indias, el Señor D. Fernando VI, pidiendo los atienda y Remedie, Sacándolos del Afrentoso Vituperio y Oprobio en que Están Más de Doscientos Años.

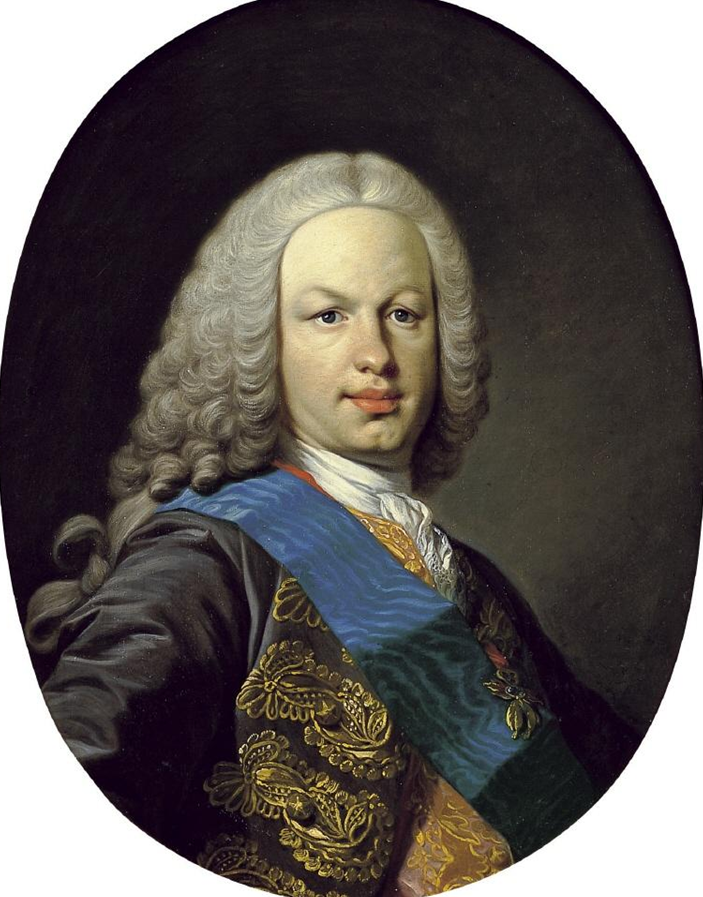
El rey Fernando VI, a quien entregó Calixto Túpac Inca su Exclamación Reivindicacionista.

Antes de partir hacia España para entregar este memorial al Rey, Fray Calixto lo hizo imprimir y a fines de 1748 la dio a conocer con mucho sigilo a los curacas e indios principales de Lima y Jauja. Luego, junto con Fray Isidoro de Cala y Ortega, partió del Cuzco y marchó hacia Buenos Aires, adonde arribaron el 15 de febrero de 1750. Eludiendo la vigilancia de las autoridades españolas, pasaron a la colonia del Sacramento y de allí a Río de Janeiro, en el Brasil, que era entonces dominio del Portugal. Se embarcaron hacia Lisboa, adonde llegaron el 29 de julio de 1750. Partieron enseguida hacia España y llegaron a Madrid el 22 de agosto. Al día siguiente, aprovecharon el paso del carruaje real por la vía pública para, en un acto de audacia, entregarle al mismo rey Fernando VI la Exclamación por la ventana del coche. El día 24, ambos frailes se acercaron a Palacio y por uno de los secretarios de cámara supieron que el Rey y sus ministros habían leído el memorial.
En la Exclamación se solicitaba lo siguiente:
- Supresión de la mita y del trabajo personal que hacían los indios al servicio de los españoles.
- Libertad para comerciar.
- La libre propiedad de los bienes.
- Abolición de los corregidores.
- Colegios y seminarios para los hijos de los naturales.
- El cumplimiento debido de todas las Leyes de Indias.

El documento fue remitido al Consejo de Indias, para su resolución. Fray Calixto se atrevió a decir a los consejeros que, de “no remediarse esos males que la Exclamación expresaba, podrían sobrevenir fatales consecuencias a la Corona”. Escribió también al cabildo de indios de la ciudad de Lima para ponerles al tanto de sus gestiones. Tenía la esperanza de obtener alguna respuesta de parte del Rey o del Consejo de Indias, pues contaba con el apoyo de D. Juan Bustamante Carlos Inca, también de linaje inca, que se desempeñaba como gentil-hombre de Fernando VI. Como pasaran los meses y no hubiera respuesta alguna, Fray Calixto elevó una nueva carta suplicatoria al monarca, insistiéndole sobre la necesidad de una respuesta. Durante un año esperó en vano alguna noticia de la corte.
A fines de 1752 recibió la orden de trasladarse a un convento franciscano de Valencia, en donde recibió su ordenación como R.P. Fray Calixto de San José Túpac Inca. Como no había señal de que obtuviera una respuesta del Rey ni del Consejo de Indias, pidió formalmente su retorno al Perú, lo que le fue concedido en 1753. Se estableció en Lima, en donde prosiguió sus actividades y siguió vinculándose con los curacas indios, quienes le visitaban en su celda. Pronto, la autoridad virreinal, representada por el Conde de Superunda, consideró sospechosas estas reuniones y resolvió, de acuerdo con el Comisario de San Francisco, la reclusión de Fray Calixto en el convento de San Francisco de Lima (enero de 1757). Por entonces, se habían sucedido las rebeliones indígenas de Juan Santos Atahualpa (Gran Pajonal) y Francisco Inca (Huarochirí), por lo que el gobierno virreinal se hallaba alerta ante cualquier indicio de revuelta.
A fines de 1757, Fray Calixto fue enviado a España "con partida de registro", como soliviantador peligroso. Llegó a Cádiz, después de penosa travesía, y de este puerto fue remitido al convento de la Recolección de San Francisco del Monte del Desierto de Adamuz de la provincia de Granada, al que arribó en diciembre de 1760. Allí permaneció encerrado hasta su fallecimiento.

## Reformismo
Los precursores del Perú se dividen en dos grupos: los Reformistas y los Separatistas. A cada uno de ellos se los clasifica a la vez en criollos, indios y mestizos.
Fray Calixto Túpac Inca, si bien era mestizo, fue un representante del reformismo indio, basado en el principio de que para mejorar la condición del indio, era preciso que se aplicara la legislación paternalista de la corona en forma estricta, pues los malos funcionarios la distorsionaban, por lo que resultaba del todo conveniente que ellos fueran removidos y cambiados por funcionarios indios, para lo que partes importantes de las leyes de Indias debían ser modificadas. (Virgilio Roel).
En contraparte, hubo una corriente separatista india, basada en el principio de que las gestiones no podían conducir a resultado alguno, porque todo el aparato colonial estaba fundado en la explotación, sumisión y dominio del estamento indio; como todo ese aparato se asentaba en el poder del Estado, no cabía otra alternativa que la violencia revolucionaria para salir de la condición en que se hallaba el indio, que era la base de sustentación de todo el régimen (ídem). El más conspicuo representante de esta corriente, fue, al menos en su etapa final, el cacique José Gabriel Condorcanqui, más conocido como Túpac Amaru II (1780). 